# جون بي. دنيس
جون بي. دنيس (بالإنجليزية: John B. Dennis)‏ هو ضابط أمريكي، ولد في 23 مايو 1835، وتوفي في 26 ديسمبر 1894.